# マイ・ビッグ・ファット・ウェディング
『マイ・ビッグ・ファット・ウェディング』（My Big Fat Greek Wedding）は、2002年のカナダとアメリカ合衆国の合作によるロマンティック・コメディ映画。ジョエル・ズウィックが監督し、ニア・ヴァルダロスが脚本を執筆した他、主役のギリシャ系アメリカ人フォトゥーラ・ポルトカロス(愛称トゥーラ)役を演じた。トゥーラはギリシャ人ではない上位中産階級の「ホワイト・アングロサクソン・プロテスタント」のイアン・ミラーと恋に落ちる。批評家から概ね高評価を受け、第75回アカデミー賞においてアカデミー脚本賞にノミネートされた。
予想外の大ヒットをし、初週は第1位にならなかったが北米で興行収入2億4,140万ドルを上げ、ロマンティック・コメディで最高の興行収入を上げた。
2003年、この映画に影響を受けたテレビ・ドラマ『My Big Fat Greek Life 』は短命に終わったが、2016年3月25日、映画の続編『マイ・ビッグ・ファット・ウェディング2』が公開された。

## 概要
ビッグ・ファットとは「大げさな」という意味で、原題では Greek つまり「ギリシャ式」とついているのがミソである。
主演のニア・ヴァルダロス本人の結婚のエピソードを下敷きにした一人舞台が元になっている。舞台と同じく脚本と主役はニア・ヴァルダロスが担当した。
この作品はトム・ハンクスの制作会社によって製作された。ハンクスが妻のリタ・ウィルソンの勧めで舞台を観たのが映画化のきっかけとなった。
低予算で製作されたインディペンデント作品であったが、口コミで上映映画館が全米で拡大を続け、8か月に渡るロングラン上映、2億ドル以上の興行収入を記録する大ヒットとなった。2011年4月に米CNBCが発表した「利益率の高い映画」ランキングでは予算に対し61倍以上の高収益を上げたとして第一位に挙がっている。

## ストーリー
ギリシャ娘の3つの義務はギリシャ男と結婚し、子どもを生み、一生親の面倒を見ることだ。シカゴに住む30歳のトゥーラはギリシャ系アメリカ人であるが、古くて厳格な父親に育てられた。未だに独身の彼女で、周囲の心配をよそに恋愛経験は一度もなく、両親の経営するレストラン「ダンシング・ゾルバ」で働く毎日だ。ある日レストランに客として訪れたアメリカ人教師イアンに一目惚れする。トゥーラはパルテノン神殿風の家に住み、あらゆる言語はギリシャ語から出来ている、何でも窓拭きスプレーで治る、家長の言葉は絶対だと信じていて、女に学問はいらないと云う父親を母親の「男は頭で女は首、でも首がないと回らない」と云う説得も効いて大学に進学。
お洒落とパソコンを覚え、伯母が経営する旅行会社に勤め始める。店の前を偶然通りかかったことから、イアンとトゥーラの交際が始まる。アメリカ人と付き合っているのを従姉が目撃し、父親は激怒。一人っ子のイアンはトゥーラとの結婚を認めてもらうために、ギリシャの遣り方を学び、改宗もする。ギリシャ教会での結婚当日、親戚中が集まる。母親は結婚の秘訣を「台所では子羊のように従順に、部屋では虎のように大胆に」と助言し、父親は挨拶で「見掛けは違っても、中身は同じだ」と云って新居を贈ると云う。花嫁衣装に唾を吐き掛ける（魔除けの呪いだと云う）ことなどイアンの両親は終始吃驚し通しだが、賑やかな結婚式にも段々馴染み、最後にはギリシャ式の踊りをして終る。
6年後、2人には娘が出来、又ギリシャ式が受け継がれて行く。

## キャスト
| 役名                   | 俳優                       | 日本語吹替 |
| ---------------------- | -------------------------- | ---------- |
| トゥーラ・ポルトカロス | ニア・ヴァルダロス         | 沢海陽子   |
| イアン・ミラー         | ジョン・コーベット         | 咲野俊介   |
| マリア・ポルトカロス   | レイニー・カザン           | 立石凉子   |
| ガス・ポルトカロス     | マイケル・コンスタンティン | 青野武     |
| ヴーラ叔母さん         | アンドレア・マーティン     | 宮寺智子   |
| タキ                   | ジェリー・メンディシノ     | 秋元羊介   |
| ニック・ポルトカロス   | ルイス・マンディロア       | 坂詰貴之   |
| ニッキー・コウシン     | ジア・カリデス             | 朴璐美     |
| アンジェロ・コウシン   | ジョーイ・ファトーン       |            |
| アシーナ               | スタヴロウラ・ロゴセティス | 深水由美   |
| マイク                 | イアン・ゴメス             |            |
| ロドニー・ミラー       | ブルース・グレイ           | 小山武宏   |
| ハリエット・ミラー     | フィオナ・リード           | 滝沢久美子 |
| Yiayia (祖母)          | ベス・メイスラー           |            |
| ミセス・ホワイト       | ジェイン・イーストウッド   |            |
| パリス・ミラー         | アリエル・シュガーマン     |            |

## 製作

### 経緯
1997年夏の6週間開催された、ロサンゼルスにあるハドソン・バックステージ・シアターでのヴァルダロス脚本および主演の1人芝居から始まった。ヴァルダロスはのちに冗談で「より良い芸能事務所を見つけるため」に書いただけだと語った。カナダのウィニペグでの自身の家族、およびギリシャ人ではない男性(俳優のイアン・ゴメス)との結婚を基にしている。この地域のギリシャ正教教会をプロモーションしてまわり、この舞台はヒットしてほとんどの公演が完売した。ギリシャ系のリタ・ウィルソンを含むハリウッドの多くのエグゼクティヴやセレブリティが観劇し、ウィルソンは夫のトム・ハンクスにも観劇を薦めた。
ヴァルダロスは映画化の脚本を執筆し始め、映画化について様々なエグゼクティヴと会った。しかしあらすじを変え、マリサ・トメイなど著名な女優に主演させ、ギリシャ系でなくラテン系アメリカ人にさせるなど商業主義的な条件が出されたため実現には至らなかった。終演から2か月後、ハンクスの製作会社プレイトーンが映画化の件で接触し、1998年初頭のグローブ・シアターでの再演にも同意した。のちにハンクスはヴァルダロスの主演起用について「ニア自身の人生と経験を自身の視点で描いており真実味がある。それがスクリーンを通して人々に伝わると思う」と語った。
2000年、トロントでのプリプロダクション中、ヴァルダロスとプレイトーンのプロデューサーのゲイリー・ゴーツマンは同地で『セレンディピティ』撮影中のジョン・コーベットがバーにいることを聞きつけ、共通の友人に頼んで脚本を読んでもらうとコーベットはこの作品のオーディションを受けられなかったことを残念がった。ヴァルダロスとゴーツマンはコーベットにイアン・ミラー役をオファーしコーベットはこれを受け入れた。

### 撮影

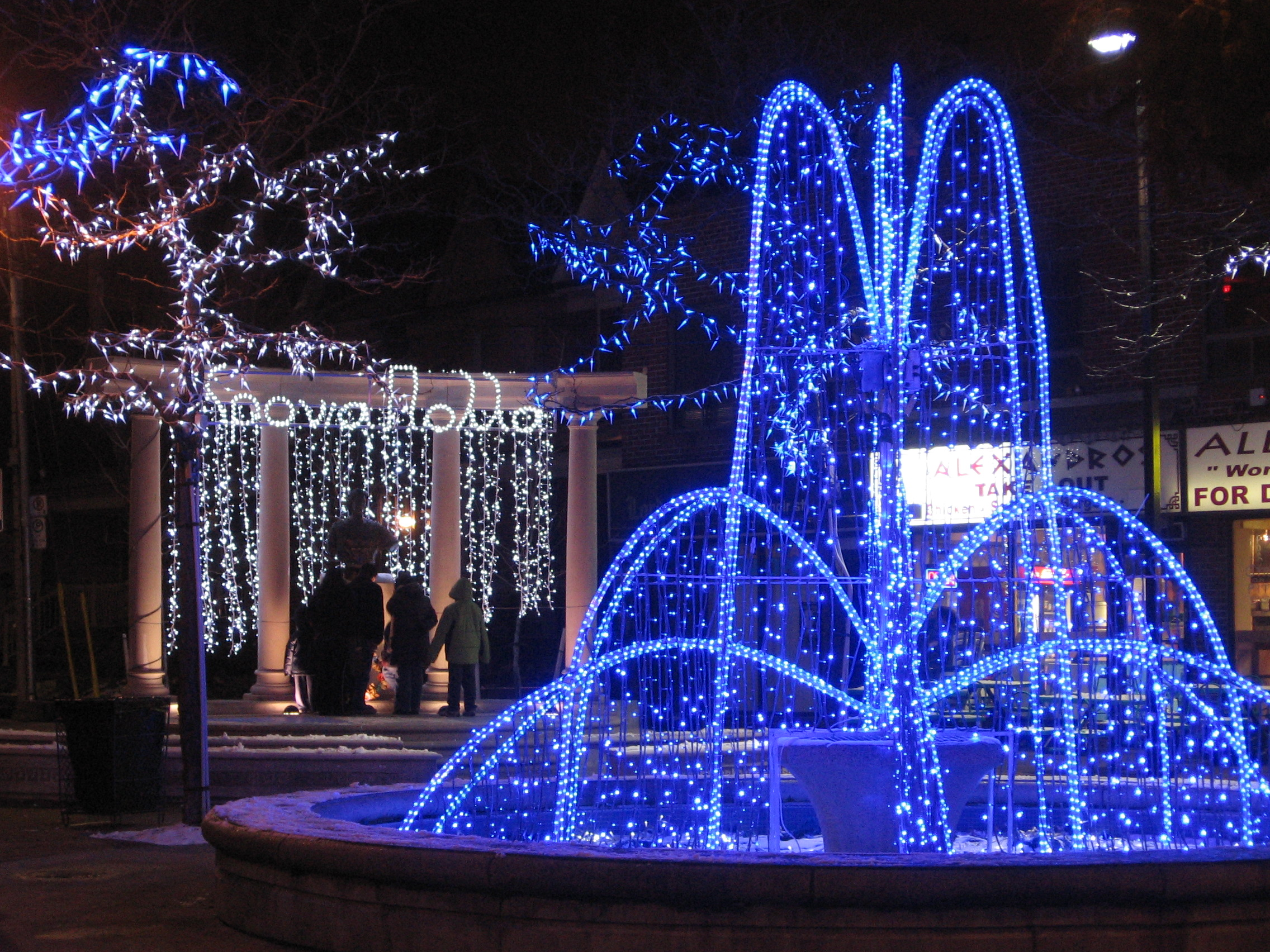
撮影の一部が行われたトロントのグリークタウン

ウィニペグのギリシャ人コミュニティの生活を基にしているが、映画はシカゴを舞台にし、トロントとシカゴで撮影された。トロントのライアソン大学、グリークタウンで主な撮影が行われた。ガスとマリアのポルトカロス夫妻の住居および映画終盤でトゥーラとイアンがその隣に購入する家はイーストヨークのオコナー通り近くのグレンウッド・クレセントで撮影された。ポルトカロス邸として映画で使用された外部装飾の多くはそのまま残っている。トロントにあるジャヴィス高等学校でもいくつかのシーンが撮影された。

## 公開
2002年2月の公開後、4月19日にアメリカ国内で限定公開されたが、8月2日の全米公開と共に、この夏世界中で公開された。

### 興行収入
予想外の大ヒットをし、限定公開から着実に成果を伸ばしていった。週の興行成績が1位を獲得したこともなく、500万ドルの低予算の自主映画でありながら世界中で3億6,870万ドルを上げ、「エコー・ブリッジ・エンタテイメント」によると21世紀最高の恋愛映画の1つとなった。2002年、アメリカおよびカナダで5番目に高い興行収入となり、アメリカ国内だけでUSD$241,438,208を上げ、ロマンティック・コメディ史上最高となった。またアメリカ国内で、北米の週の興行成績1位を獲得したことのない作品で最高の興行収入となった（後に2016年の映画『SING/シング』に抜かれる）。製作費600万ドルに対する利益が6150%で映画史上最高利益の作品の1つとなっている。

### 批評
一般的に好評を得ている。Rotten Tomatoesの121のレビューによると、76%が満足し、平均6.7/10の評価をつけている。このサイトの総評は「時々テレビのシットコムのように感じるが、この作品はニア・ヴァルダロスによるシャープな脚本と演技で面白おかしく心温まる愛すべき作品」と記している。Metacriticでは29のレビューで平均62点をつけられ「おおむね好評」とされる。

### 10周年記念版
2012年、10周年記念DVDおよびブルーレイがリリースされた。デジタル化され、未公開シーンの他にヴァルダロスとコーベットの30分間の思い出話が収録されている。

## 訴訟
ヴァルダロス以外の出演者とハンクスの製作会社プレイトーンはのちにゴールド・サークル・フィルムズを「ハリウッド・アカウンティング」で訴えた。

## エピソード
- ゴールデングローブ賞主演女優賞・作品賞、アカデミー脚本賞にノミネートされた。
- 映画のモデルになった主人公ニア・ヴァルダロスの実際の夫イアン・ゴメスが、恋人の友人マイク役として出演している。
- リタ・ウィルソンは、母親がギリシャ人で父親がブルガリア人である。舞台を観たトム・ハンクスはニア宛に、ギリシャ人女性と結婚することがどんなに大変か、また、その結婚によって得た幸福な変化について、手紙を書いたと言われている[要出典]。
- 2003年には『My Big Fat Greek Life』と題するテレビ版も製作された。

## レガシー

### テレビ・ドラマ
2003年、この映画に影響されたテレビ・ドラマ『My Big Fat Greek Life 』が放送され、主要登場人物の多くを同じ俳優が演じた。ただし夫役のコーベットの代わりにスティーヴン・エコールドが就いた。当時コーベットはテレビ・ドラマ『Lucky 』と契約済みであったのである。コーベットはエコールド演じるイアン役の親友役で出演する予定であったが、その前に番組が終了してしまった。登場人物の出入りが多く、シリアスな話が映画版と異なるとして批評家からの評価は低かった。
ソニー・ピクチャーズ テレビジョンが製作し、7話がソニーからリリースされたDVDに収録されている。

### 続編
2009年、ヴァルダロスは映画『マイ・ビッグ・ファット・ドリーム』でのインタビューで『マイ・ビッグ・ファット・ウェディング』の続編の可能性を尋ねられ、続編のアイデアがあり、『ドリーム』同様ギリシャを舞台にした脚本も執筆し始めていると語った。
2012年11月のインタビューで「実際、そうね。具体的なアイデアができたのは最近のこと。続編がどうあるべきか周りの人たちに聞いてまわっていた。スターバックスの隣に座った人は「私のアイデアを聞いて」と言う。私は「今コーヒーを飲もうとしているところなの」と応える。あまり重大に考えたことはない。でも最近ジョン(コーベット)と私が(10周年記念版発売の)インタビューで会った時、お互いずっと大笑いしていた。私は時がきたと思った。彼は「何か書くんでしょう」と言い、私はこの時に書こうと思った。私たちにはこういったことで相性が良い」と語った。
2014年5月27日、複数のニュースや報道機関が続編進行中であることを報じた。その後ニア・ヴァルダロスはツイッターを通じてこれを認めた上で、この映画の脚本を執筆していると記した。2015年11月11日、NBCの『トゥデイ』にて『マイ・ビッグ・ファット・ウェディング2』の予告編が初公開され、2016年3月25日、続編映画が公開された。しかし概ね低評価で興行成績も振るわなかった。